# 瓦尔特·坎贝尔·史密斯
瓦尔特·坎贝尔·史密斯（英語：Walter Campbell Smith，1887年—1988年）是一位英国地质学家，专攻矿物学和岩石学。

## 生平
在大英博物馆工作，曾任伦敦地质学会会长，1945年获麦奇生奖章。